# جوستين راسيل
جوستين راسيل (16 نوفمبر 1974 بإنفركارجل في نيوزيلندا - ) (بالإنجليزية: Justine Russell)‏ هي لاعبة كريكت نيوزلندية. شاركت مع منتخب نيوزيلندا الوطني للكريكت.

## وصلات خارجية
- جوستين راسيل على موقع إي آس بي آن كريك إنفو (الإنجليزية)